# Benaocaz
Benaocaz je španělská obec v autonomním společenství Andalusie. Leží v hornaté východní části provincie Cádiz. Žije zde 754 obyvatel.

## Vývoj počtu obyvatel
| 1999 | 2000 | 2001 | 2002 | 2003 | 2004 | 2005 |
| ---- | ---- | ---- | ---- | ---- | ---- | ---- |
| 632  | 659  | 662  | 668  | 672  | 702  | 729  |

Zdroj: INE (Spain)

## Galerie

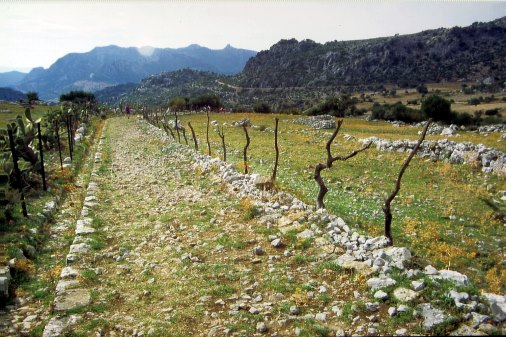
Cesta z Ubrique do Benaocaz
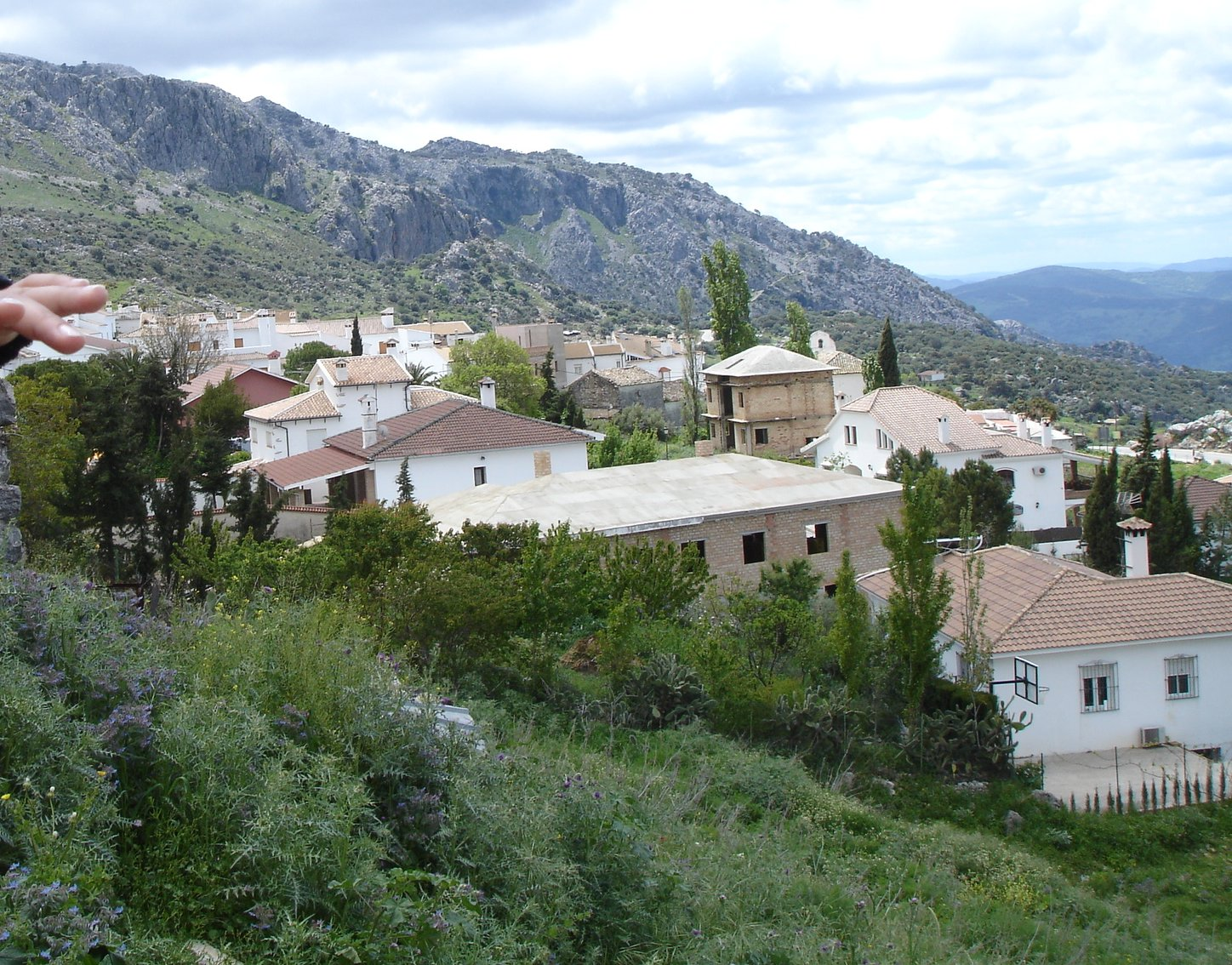
Výhled na Benaocaz